# Şemdinli
Şemdinli là một huyện thuộc tỉnh Hakkari, Thổ Nhĩ Kỳ. Huyện có diện tích 1661 km² và dân số thời điểm năm 2007 là 51034 người, mật độ 31 người/km².